# Prospect Park Zoo
De Prospect Park Zoo is een dierentuin aan Flatbush Avenue aan de oostelijke zijde van Prospect Park in Brooklyn (New York). Zijn voorganger, de Menagerie, werd geopend in 1890. De huidige faciliteit opende als een stadsdierentuin op 3 juli 1935 en maakte deel uit van een groot stimuleringsproject van stadsparken, speelplaatsen en dierentuinen dat in 1934 in werking werd gesteld door de parkcommissaris Robert Moses. Een groot deel werd gefinancierd door, en gebouwd door arbeiders van, de Civil Works Administration en de Works Progress Administration. Na 53 jaar samengewerkt te hebben met de New York City Department of Parks and Recreation werd de dierentuin in juni 1988 gesloten voor een grondige verbouwing. Deze bestond uit een vijfjarige renovatie die ervoor zorgde dat, behalve de gebouwen uit de jaren dertig, de dierentuin werd vervangen. Het hele project kostte $ 37 miljoen. De dierentuin werd op 5 oktober 1993 heropend en hernoemd als Prospect Park Wildlife Conservation Center en trad toe in een geïntegreerd systeem van vier dierentuinen en een aquarium dat werd geleid door de Wildlife Conservation Society. Tegenwoordig biedt de dierentuin onderwijsprogramma's van kinderen aan, is betrokken bij de restauratie van bedreigde diersoorten, runt een Wildlife Theater en helpt de lokale gemeenschap door vrijwilligers programma's. In 2006 waren er 235.000 bezoekers en huisvestte de dierentuin vierhonderd dieren verdeeld over 106 soorten..